# Табенцький Олександр Олександрович
Олекса́ндр Олекса́ндрович Табе́нцький (1890, Єфремов  – 1964) — український ботанік-фізіолог.
Професор Київського політехнічного інституту та (від 1932) Білоцерківського сільськогосподарського інституту.
Близько 40 наукових праць. З них найважливіші — атлас з анатомії і біології цукрового буряка (з текстом; 1922) та монографія на цю ж тему (1940).

## Електронні джерела
- Личные архивные фонды в государственных хранилищах СССР
- Університет

| Володимир Вернадський | Це незавершена стаття про українського науковця. Ви можете допомогти проєкту, виправивши або дописавши її. |